# کبلو
کبلو (به اسپانیایی: Covelo, Pontevedra) یک شهرستان در اسپانیا است.

## خصوصیات
کبلو ۳٬۷۵۱ نفر جمعیت دارد.